# Petite rivière Flamand
Pour les articles homonymes, voir Flamand.
La Petite rivière Flamand est un affluent de la rive ouest de la rivière Saint-Maurice, coulant dans le territoire de La Tuque, en Mauricie, au Québec, au Canada.
Depuis la fin  du XIXe siècle, la principale activité économique du bassin versant de cette rivière a été la foresterie. Cette industrie s'est développée particulièrement grâce au passage au chemin de fer Transcontinental qui a été aménagé sur la rive ouest de la rivière Saint-Maurice et au transport du bois par flottaison.

## Géographie
Le sous-bassin hydrographique de la Petite rivière Flamand est situé entre celui de la rivière Saint-Maurice (au nord) et celui de la rivière Flamand (au sud). Tandis que le bassin versant de la rivière Manouane est situé à l'extrême ouest du sous-bassin versant de la Petite rivière Flamand. 
La Petite rivière Flamand s'alimente en eau notamment des séries de lacs suivants :
- Michel, Léopold, Lisa, Max ;
- en Cœur, François, Petit lac François, Milly ;
- Grand lac Clair, Long, Yvon, Wellie ;
- Julie, Érik ;
- Feuille ;
- Papillon, la Tête, Jacob ;
- Mons, Lavoie, Liège, Bruxelles, Aro, Bob-Grant, Dinant, Simard, et plusieurs autres lacs du secteur de la route forestière qui va vers l'ouest, à partir du barrage Rapide-des-Cœurs.

Cette rivière qui coule entièrement en territoire forestier, se déverse sur la rive ouest de la rivière Saint-Maurice dans le réservoir créé par la Centrale des Rapides-des-Cœurs, soit en aval de la Centrale de la Chute-Allard. À sa confluence situé au sud du lieu-dit Ferguson, le niveau de l'eau est à 316 m au-dessus du niveau de l'océan.

## Toponymie
Le toponyme Petite rivière Flamand est relié au toponyme Rivière Flamand et Rivière Flamand Ouest. Cette dernière est tributaires de la rivière Flamand et les deux autres de la rivière Saint-Maurice.
La rivière Flamand tira sa source à la rencontre des décharges du lac Vic et du lac Yvonne, au sud-est de la zec Frémont, dans le canton de Laporte. En descendant sur environ 55 km jusqu'au réservoir Blanc, la rivière Flamand comporte des segments en serpentin. Les eaux coulent entre deux séries de montagnes éloignées entre elles, de 20 à 25 arpents. Le rehaussement des eaux de la rivière Saint-Maurice a inondé complètement le village de Flamant.
La désignation de rivière Flamand date de 1829. Elle se réfère à un chasseur canadien, utilisant le patronyme Flamand, qui avait consacré les 40 dernières années de sa vie parmi les Attikameks. Son territoire de chasse couvrait tout le territoire drainé par ce cours d'eau.
Le toponyme Petite rivière Flamand a été inscrit le 5 décembre 1968 à la Banque des noms de lieux de la Commission de toponymie du Québec.